# Рахманов, Гасан Паша оглы
Гаса́н Алипаша́ оглы́ Рахма́нов (азерб. Həsən Əlipaşa oğlu Rəhmanov; 1900, Баку, Бакинская губерния, Российская империя — 1 октября 1940, Азербайджанская ССР, СССР) — советский азербайджанский партийный, государственный и военный деятель. Первый секретарь Нахичеванского обкома КП(б) Азербайджана (1936—1937). Брат государственного и партийного деятеля Гусейна Рахманова, отец профессора Азы Рахмановой.

## Биография
Родился в центре Бакинской губернии — городе Баку в 1900 году.
В 1920 году вступил в РКП(б). В декабре 1924 года введён в состав Азербайджанского военно-издательского отдела при Реввоенсовете в должности заместителя начальника политотдела Азербайджанской стрелковой дивизии (командир дивизии — Джамшид Нахичеванский) — первой национальной дивизии в составе РККА, сформированной в 1920 году. С октября 1925 года — военный комиссар дивизии.
В 1927 году окончил курс усовершенствования Высшего политического состава при Военно-политической академии имени Н. Г. Толмачёва. 1 сентября 1927 года назначен военным комиссаром и начальником политического отдела Азербайджанской стрелковой дивизии. Назначение Г. П. Рахманова в дивизию совпало с введением единоначалия в национальных частях Красной Армии, и уже первый его приказ, подписанный 17 сентября 1927 года совместно с начальником штаба Снежковым, касался разделения полномочий командира и комиссара: командир, в частности, теперь единолично подписывал приказы и распоряжения по строевой, административной и хозяйственной жизни части, а за комиссаром сохранялось право отдавать единоличные приказы по политчасти.
Впоследствии Азербайджанская стрелковая дивизия была переименована в горно-стрелковую, а в октябре 1930 года ей присвоено имя Г. К. Орджоникидзе.
Постановлением Президиума ЦИК Азербайджанской ССР от 29 октября 1930 года по случаю десятой годовщины дивизии были награждены орденом Трудового Красного Знамени АзССР её «ветераны и активные работники», среди них был и Гасан Рахманов.
В дальнейшем занимал посты начальника политотдела Каспийского пароходства, секретаря Бакинского городского комитета партии. Некоторое время исполнял обязанности Наркома культуры Азербайджанской ССР. Являлся членом комитета по введению латинизированного алфавита в азербайджанском языке.
В декабре 1936 года направлен в Нахичеванскую АССР в качестве первого секретаря обкома КП(б) Азербайджана. 10 октября 1937 года был арестован по обвинению в причастности к антисоветской организации.
Умер в тюрьме 1 октября 1940 года. 22 марта 1955 года дело в отношении него было прекращено Главной военной прокуратурой за отсутствием в его действиях состава преступления, сам он реабилитирован (посмертно). 15 мая 1956 года решением ЦК Компартии Азербайджана реабилитирован и в партийном порядке.

## Семья
- Брат — Гусейн Паша оглы Рахманов — председатель Совета Народных Комиссаров Азербайджанской ССР.
- Жена — Авва Мамед Али кызы Рахманова, врач-терапевт, доцент Азербайджанского ГИДУВа.
- Дочери — Аза Гасановна Рахманова, врач-инфекционист, профессор, заслуженный деятель науки Российской Федерации; Тамилла Гасановна Недошивина, поэтесса, заслуженный работник культуры Российской Федерации.

## Награды
- Орден Трудового Красного Знамени Азербайджанской ССР (29.10.1930)